# Bygg båtar med Mulle Meck
Bygg båtar med Mulle Meck är ett svenskt datorspel från 1998 som bygger på barnböckerna om Mulle Meck av George Johansson och Jens Ahlbom. Lennart Jähkel för rösten till Mulle Meck.
Spelet släpptes även i en specialversion som distribuerades av Hemglass.

## Handling och innehåll
Spelet går ut på att som Mulle Meck bygga båtar och med båten åka ut till Mulles vänner och spela minispel och vinna nya delar till båten. Spelaren kan också ladda ner reservdelar från internet.
Om spelaren också har Planera med Mulle Meck installerat på datorn kan man få 12 nya reservdelar.

## Rollista
- Lennart Jähkel – Mulle Meck
- Dan Halleman – Doktor Beinbruch
- Malin Sköld – Doris Digital
- Gustav Forsberg – Erson
- Ulla-Carin Nyqvist – Mia Minardi
- Isabelle Rhedin-Hüttner – Pia Pegg
- Helen Ardelius – prinsessan
- Dave Nerge – Sam Scribbler
- Bosse Löthén – Svarte Sven
- Lisa Indahl – Viola Wallmark
- Erik Johansson – väderleksuppläsaren

## Mottagande
Karin Torgny på Göteborgs-Posten gav spelet 4 av 5 i betyg och skrev att "grafiken är härlig, tonen personlig och vänligt" och rekommenderade det till lite äldre och "kluriga barn med oceaner av tålamod". Dock så beklagade hon sig lite över att spelet var lite väl lik det förra spelet om Mulle Meck.
Testpiloterna på Helsingborgs Dagblad skrev "Genommysigt, halvknasigt men mycket roligt. Snyggt och välgjort."